# Делиб, Лео
Клеман Филибер Лео Делиб (фр. Clément Philibert Léo Delibes; 21 февраля 1836[…], Ла-Флеш — 16 января 1891[…], Париж) — французский композитор. Известен главным образом как создатель балетов, опер, оперетт. Особенно велик его вклад в развитие балета как самостоятельной музыкальной формы.

## Биография
Родился 21 февраля 1836 года в Сен-Жермене-дю-Валь (сегодня входит в состав города Ла-Флеш), в семье почтового служащего и дочери певца «Опера комик». После смерти отца в 1847 году семья переехала в Париж. Делиб учился музыке у своей матери и дяди, органиста церкви Сент-Эсташ и преподавателя пения в Парижской консерватории.
Поступил в Парижскую консерваторию по классу Тарио. В 1849 получил второй приз по сольфеджио, а год спустя, в 1850, занял первое место.
Также занимался по классу органа у Франсуа Бенуа и по классу композиции у Адольфа Адана, Феликса ле Куппе и Франсуа Базена.
Был хористом в церкви Мадлен в Париже, выступал в хоре мальчиков на премьере оперы Мейербера «Пророк» 11 апреля 1849 года. С 1853 по 1871 занимал место органиста при церкви Сен-Пьер-де-Шайо. В это же время сотрудничал с парижским «Лирическим театром» (в качестве аккомпаниатора и репетитора).
В 1871 году Делиб отказался от должности органиста, женился на Леонтин-Эстель Денен и полностью посвятил себя композиции.

## Творчество и его оценка
Тринадцать первых небольших опер не принесли Делибу большой славы. Настоящая его известность началась с 1865 года, после его кантаты «Алжир» и в особенности после балета «Ручей» (фр. La source), написанного вместе с Минкусом и поставленного в 1866 году в Гранд-опера. 
Делиб обогатил область балета симфоническим интересом, придавая музыкальной составляющее большее значение, чем было принято. Из его балетов наиболее часто ставятся «Коппелия, или Девушка с эмалевыми глазами» и «Сильвия, или Нимфа Дианы». Сюжет «Коппелии» основан на новелле «Песочный человек» Э. Т. А. Гофмана, посвящённой судьбе старого доктора Коппелиуса и его куклы Коппелии. Действие балета «Сильвия», завершённого в 1876 году, происходит в Греции. Двумя этими балетами Делиба восхищался Чайковский, который писал про «Сильвию» так: «Что за прелесть, что за изящество, что за богатство мелодическое, ритмическое и гармоническое!»
В 1870-х годах Делиб начал писать оперы больших размеров: «Так сказал король» («Le roi l’a dit»), «Жан де Нивель» («Jean de Nivel»), «Лакме» («Lakmé»). Опера «Лакме» на тему любви британского офицера и дочери индийского жреца (служителя культа Брахмы) считается его главным свершением в этой области. В «Лакме» тонко передан восточный колорит, противопоставленный миру англичан-колонизаторов. Так называемый «цветочный дуэт» и ария с колокольчиками стали хрестоматийными оперными номерами и благодаря частому цитированию знакомы даже людям, вполне равнодушным к опере.
Делиб написал много романсов, мессу, несколько детских хоров, лирическую сцену «Смерть Орфея». В 1884 году избран членом Академии изящных искусств.

## Основные произведения

### Балеты
- «Ручей» (La Source), 1866. Совместно с Л. Минкусом
- «Коппелия, или Девушка с эмалевыми глазами» (Coppélia), 1870
- «Сильвия, или Нимфа Дианы» (Sylvia ou la Nymphe de Diane), 1876. (В СССР с новым либретто — «Фадетта»)

### Оперы и оперетты
Свыше 30 опер и оперетт. Наиболее известны:
- «Так сказал король» (Le Roi l’a dit), опера, либретто Гондине, 1873
- «Жан де Нивель» (Jean de Nivelle), опера, либретто Гондине, 1880
- «Лакме» (Lakmé), опера, либретто Гондине и Жилля, 1883
- «Кассия» (Kassya), незавершённая опера, поставлена в 1893
- «Яичница а ля Фоллембуш» (L’Omelette à la Follembuche), оперетта, 1859

Вокальная музыка: 20 романсов, 4-голосные мужские хоры и др.